# Václav Hucek
Václav Hucek (26. září 1820, Budyně u Vodňan – 15. června 1912, Třeboň) byl český učitel, podnikatel a organizátor kulturního a společenského života a kronikář jihočeského města Třeboně. Zde se pak, spolu se svou dcerou Bertou, zasloužil především o založení lázní, které pak dlouhá léta se svou ženou provozoval.

## Život a dílo
Narodil se ve Vodňanech (na jeho rodném domě je dnes umístěna pamětní deska). Učitelství vystudoval v Praze a v Českých Budějovicích. V dnešní jihočeské metropoli také nějakou dobu i pobýval. Nějakou dobu také učil ve Vitějovicích, Vodňanech a Chelčicích.Po svatbě v říjnu 1851 s Marií, rozenou Hermanovou z Vodňan, se přestěhovali do Třeboně, kde měl učit. Se svou ženou bydleli nejprve v Hradecké bráně.
Pronajímal rovněž zájezdní hostinec na dnešním Masarykově náměstí čp. 85, v domě který koupil se svou ženou v roce 1867, stejně jako pekárnu, kterou v něm vybudoval v roce 1873. V tom to domě rodina i bydlela. V roce 1869 koupil zahradu v dnešní Tylově ulici u Zlaté stoky. Tam postavil zahradní restauraci s tanečním sálem, kterou pronajímal třeboňskému spolku Beseda až do roku 1881, kdy jí nechal strhnout, aby uvolnila místo nově budovaným lázním. Lázeňský dům čp. 286 byl zkolaudován v roce 1882 a rodina Huckových se tam v říjnu téhož roku přestěhovala.
Hucek nicméně nebyl činný pouze jako učitel, nebo podnikatel. Zasloužil se o vznik řady organizací a spolků v uvedeném jihočeském městě. Jeho životní dráha se překrývá s obdobím rozvoje společenského života v českých městech (Třeboň nevyjímaje) v závěru 19. století. Stál u zrodu organizací, jako např. Pěslav (pěvecký spolek), kde byl zástupcem sbormistra a kde mu rovněž pomáhala jeho dcera Berta, Měšťanská beseda, Občanská beseda (osvětové spolky, Občanské besedě také předsedal) a dalších. Založil také včelařský spolek Svornost a byl jeho předsedou. U vzniku uvedených spolků nestal sám, podíleli se na něm i další učitelé třeboňské školy. Byl i amatérským hudebníkem a se svou dcerou a přáteli hrál v kvartetu.
Spolu se svojí rodinou se Hucek ale také podílel na vybudování prvních lázní v Třeboni. Inspiroval se nejspíše obdobnými institucemi v okolí Chebu. Bertiny lázně jsou dnes pojmenované podle jeho dcery, Berty Huckové. Lázeňský dům nechal sám postavit na počátku 80. let 19. století a až do roku 1909 jej i sám provozoval. Dnes je proto v Třeboni považován za jednoho ze zakladatelů místní lázeňské tradice.
Sepsal několik svazků o životě v Třeboni na přelomu 19. a 20. století. Zachovalo se 20 svazků kronikářských záznamů z let 1851 – 1898. Ty jsou nyní součástí fondu Státního oblastního archivu v Třeboni jako jeho pozůstalost.

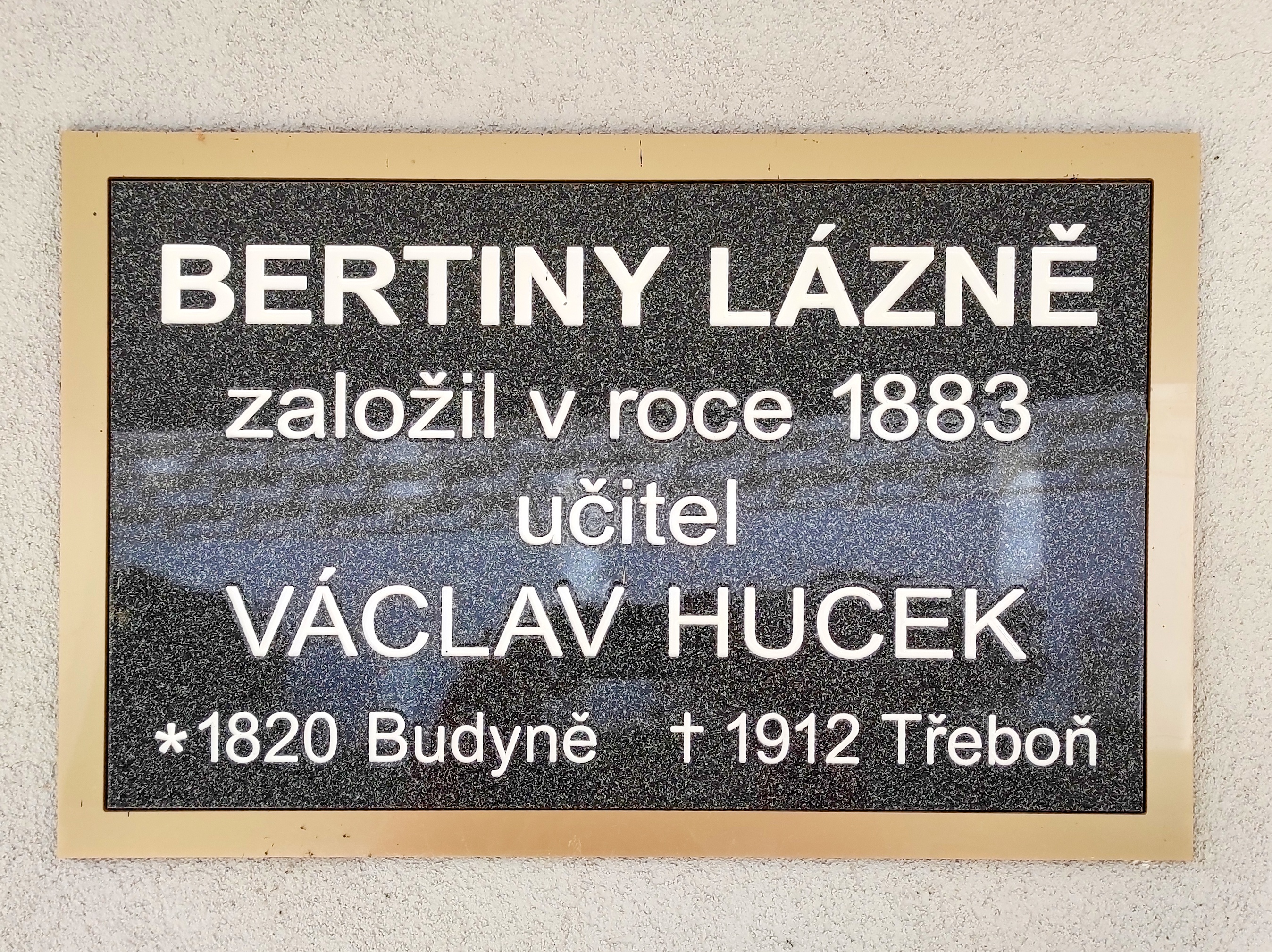
Pamětní deska na Bertiných lázních v Třeboni
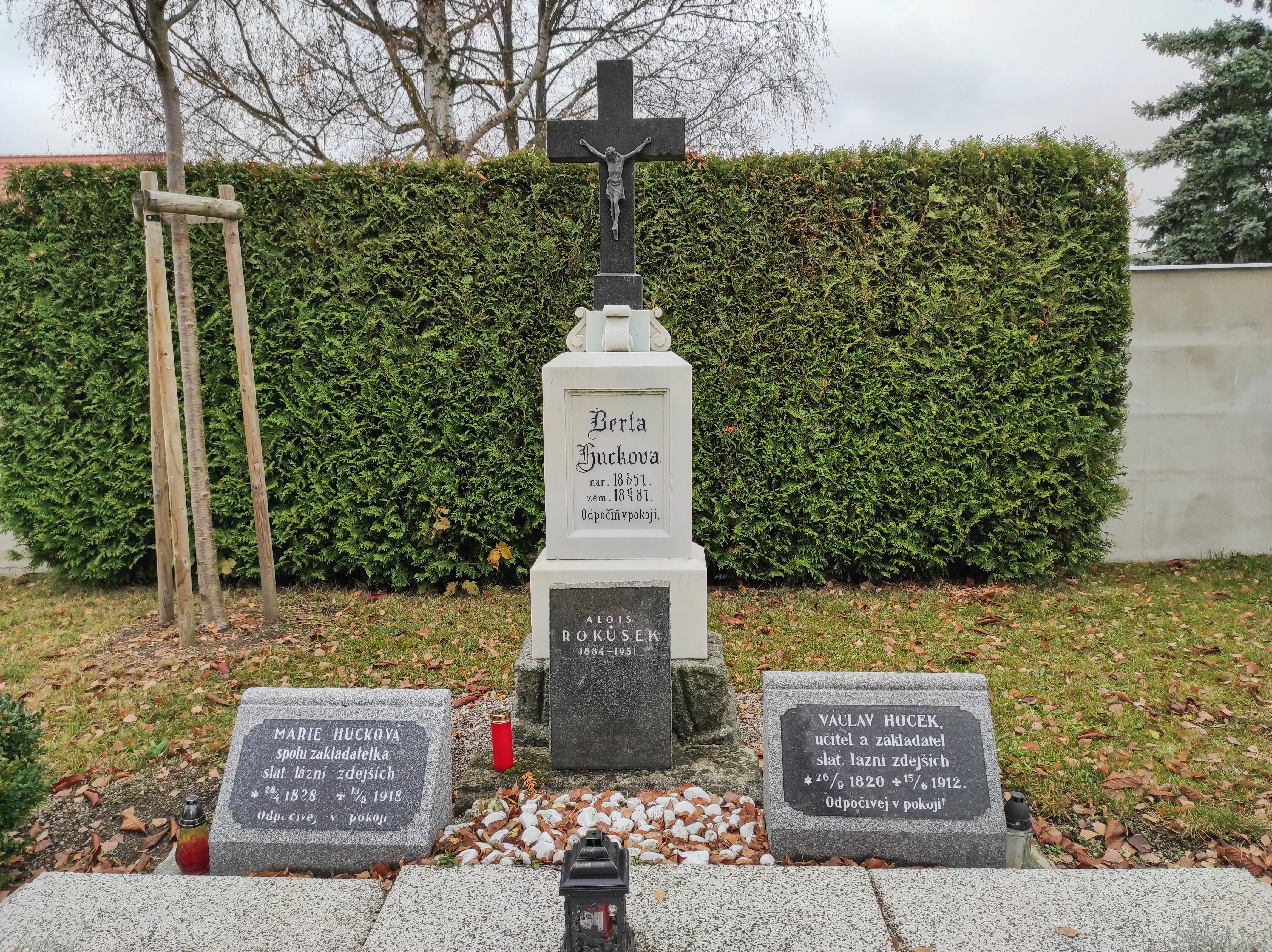
Hrob Huckovy rodiny na hřbitově v Třeboni